# Kids' Choice Awards 2021
La 33ª edizione dei Nickelodeon Kids' Choice Awards si sono svolti il 13 marzo 2021. Quest'edizione, a causa della pandemia di COVID-19 che ha investito gli Stati Uniti d'America, si è svolta virtualmente senza pubblico per il secondo anno consecutivo. A condurre lo show è stato l'attore statunitense Kenan Thompson.
La lista delle candidature è stata resa nota il 2 febbraio 2021: Justin Bieber si è conteso il maggior numero di nomination della serata (5), seguito da Ariana Grande, Blackpink, BTS, Drake, Selena Gomez, Shawn Mendes, Taylor Swift e The Weeknd (2).
I BTS sono risultati i maggiori vincitori della serata, vincendo 3 premi.
L'edizione ha visto l'esibizione del cantante Justin Bieber con i suoi singoli Hold On, Anyone e Intentions (quest'ultima con la partecipazione del rapper Quavo). Nel corso della premiazione, inoltre, per la categoria "Miglior canzone" alcune celebrità di Nickelodeon si sono esibite cantando una cover delle canzoni candidate.
In tale edizione la politica Kamala Harris è stata premiata col premio speciale "Generation Change" dall'attrice Jennifer Garner.
Nel corso della premiazione viene mostrato un episodio di due serie televisive di Nickelodeon: Danger Force e Lex & Presley.
In Italia lo show è andato in onda su MTV Italia il 19 marzo 2021.

## Candidature USA
In grassetto sono evidenziati i vincitori.

### Televisione
Serie TV per ragazzi preferita
- Alexa & Katie
  - Hai paura del buio?
  - Danger Force
  - Henry Danger
  - High School Musical: The Musical: La serie
  - A casa di Raven

Serie TV per famiglie preferita
- Stranger Things
  - Black-ish
  - Cobra Kai
  - Fuller House
  - The Mandalorian
  - Young Sheldon

Attore televisivo preferito
- Jace Norman – Henry Danger/Danger Force
  - Iain Armitage – Young Sheldon
  - Joshua Bassett – High School Musical: The Musical: The Series
  - Dylan Gilmer – Tyler Perry's Young Dylan
  - Caleb McLaughlin – Stranger Things
  - Finn Wolfhard – Stranger Things

Attrice televisiva preferita
- Millie Bobby Brown – Stranger Things
  - Ella Anderson – Henry Danger
  - Candace Cameron Bure – Fuller House
  - Camila Mendes – Riverdale
  - Raven-Symoné – Raven's Home
  - Sofia Wylie – High School Musical: The Musical: The Series

Reality Show preferito
- America's Got Talent
  - American Idol
  - American Ninja Warrior Junior
  - Lego Masters
  - The Masked Singer
  - The Voice

Serie animata preferita
- SpongeBob SquarePants
  - Alvinnn!!! e i Chipmunks
  - LEGO Jurassic World: La leggenda di Isla
  - Teen Titans Go!
  - Baby Boss - Di nuovo in affari
  - The Loud House

### Cinema
Film preferito
- Wonder Woman 1984, regia di Patty Jenkins
  - Dolittle, regia di Stephen Gaghan
  - Hamilton, regia di Thomas Kail
  - Hubie Halloween, regia di Steven Brill
  - Mulan, regia di Niki Caro
  - Sonic - Il film (Sonic the Hedgehog), regia di Jeff Fowler

Attore cinematografico preferito
- Robert Downey Jr. – Dolittle
  - Jim Carrey – Sonic the Hedgehog
  - Will Ferrell – Eurovision Song Contest: The Story of Fire Saga
  - Lin-Manuel Miranda – Hamilton
  - Chris Pine – Wonder Woman 1984
  - Adam Sandler – Hubie Halloween

Attrice cinematografica preferita
- Millie Bobby Brown – Enola Holmes
  - Gal Gadot – Wonder Woman 1984
  - Anne Hathaway – Le streghe
  - Vanessa Hudgens – Nei panni di una principessa
  - Yifei Liu – Mulan
  - Melissa McCarthy – Superintelligence

Film d'animazione preferito
- Soul
  - Onward
  - Phineas e Ferb: Il film - Candace contro l'Universo
  - I Croods 2 - Una nuova era
  - Trolls World Tour
  - Scooby!

Voce in un film d'animazione preferita
- Anna Kendrick – Trolls World Tour 
  - Tina Fey – Soul
  - Jamie Foxx – Soul
  - Chris Pratt – Onward
  - Ryan Reynolds – I Croods 2 - Una nuova era
  - Emma Stone – I Croods 2 - Una nuova era
  - Justin Timberlake - Trolls World Tour

### Musica
Cantante femminile preferita
- Ariana Grande
  - Beyoncé
  - Billie Eilish
  - Katy Perry
  - Selena Gomez
  - Taylor Swift

Cantante maschile preferito
- Justin Bieber
  - Drake
  - Harry Styles
  - Post Malone
  - Shawn Mendes
  - The Weeknd

Gruppo musicale preferito
- BTS
  - Black Eyed Peas
  - Blackpink
  - Jonas Brothers
  - Maroon 5
  - OneRepublic

Collaborazione musicale preferita
- Ariana Grande e Justin Bieber – Stuck with U
  - Blackpink e Selena Gomez – Ice Cream
  - Justin Bieber e Benny Blanco – Lonely
  - Justin Bieber (feat. Chance the Rapper) – Holy
  - Lady Gaga e Ariana Grande – Rain on Me
  - Marshmello e Halsey – Be Kind

Canzone preferita
- BTS – Dynamite
  - Drake – Toosie Slide
  - Justin Bieber – Yummy
  - Shawn Mendes – Wonder
  - Taylor Swift – Cardigan
  - The Weeknd – Blinding Lights

Artista mondiale preferito
- BTS (Asia)
  - David Guetta (Europa)
  - Master KG (Africa)
  - Savannah Clarke (Oceania)
  - Sebastián Yatra (Sud America)
  - Taylor Swift (Nord America)

### Sport
Celebrità femminile sportiva preferita
- Simone Biles
  - Alex Morgan
  - Naomi Osaka
  - Candace Parker
  - Megan Rapinoe
  - Serena Williams

Celebrità maschile sportiva preferita
- LeBron James
  - Tom Brady
  - Stephen Curry
  - Patrick Mahomes
  - Lionel Messi
  - Russell Wilson

### Miscellanea
Celebrità femminile dei social preferita
- Charli D'Amelio
  - Emma Chamberlain
  - GamerGirl
  - Addison Rae
  - JoJo Siwa
  - Maddie Ziegler

Celebrità maschile dei social preferita
- James Charles
  - Jason Derulo
  - David Dobrik
  - Ryan's World
  - MrBeast
  - Ninja

Videogioco preferito
- Among Us
  - Animal Crossing: New Horizons
  - Fortnite
  - Minecraft
  - Pokémon Go
  - Roblox

## Candidature internazionali
In grassetto sono evidenziati i vincitori.

### Africa

#### Star preferita
- Mo Salah
  - Sadio Mané
  - Sheebah
  - Siya Kolisi
  - Thuso Mbedu
  - Zozibini Tunzi

#### Star dei social preferita
- Emmanuella
  - Bonang
  - Elsa Majimbo
  - Ghetto Kids
  - Ikorodu Bois
  - Wian van den Berg

### Leggenda australiana/neozelandese dell'anno
- Savannah Clarke
  - G Flip
  - Jacob Elordi
  - Patty Mills
  - Lauren Curtis

### Star preferita (Belgio)
- Pommelien Thijs
  - Celine Dept & Michiel Callebaut
  - Jamal Ben Saddik
  - Karen Damen
  - Nora Gharib

### Miglior fan squad (Belgio e Paesi Bassi)
- Fource
  - Belgian Crew (Marco Rondas, Steffi Mercie, Nour & Fatma, Laura Kumpen, Stiend Edlund, Luna Duval & Maude van der Vorst)
  - Bibi
  - Kwebbelkop
  - Spaze

### Star preferita (Paesi Bassi)
- NikkieTutorials
  - Eloise van Oranje
  - Nienke Plas
  - Numidia
  - Rolf Sanches

### Influencer brasiliano (Brasile)
- Enaldinho
  - Bibi Tatto
  - Juju Franco
  - Sophia Valverde
  - Luara Fonseca
  - Igor Jansen

### Fandom brasiliano (Brasile)
- #Uniters – Now United
  - #Gavassiers – Manu Gavassi
  - MC Soffia
  - #Beers – Giulia Be
  - Carol & Vitoria
  - Vitor Kley

### Cantante preferito (Germania, Austria e Svizzera)
- Lena
  - Lea
  - Mark Forster
  - Nico Santos
  - Wincent Weiss
  - Zoe Wees

### Canzone preferita (Germania, Austria e Svizzera)
- In Your Eyes – Robin Schulz (feat. Alida)
  - Control – Zoe Wees
  - Ubermorgen – Mark Forster
  - Verlierer – Luna

### Calciatore preferito (Germania, Austria e Svizzera)
- Toni Kroos
  - Alexandra Popp
  - Erling Haaland
  - Lena Oberdorf
  - Leon Goretzka

### Star dei social preferita (Germania, Austria e Svizzera)
- Younes Zarou
  - Dalia
  - Joey's Jungle
  - Julia Beautx
  - Leoobalys
  - Mai Thi Nguyen-Kim

### Personaggio di Nickelodeon preferito (Germania, Austria e Svizzera)
- Kid Danger – Henry Danger
  - Captain Man – Henry Danger/Danger Force
  - Emily – Spotlight
  - Greta – Spotlight
  - Lincoln Loud – A casa dei Loud
  - SpongeBob – SpongeBob

### Team preferito (Germania, Austria e Svizzera)
- The Voice of Germany 2020
  - Spotlight
  - Jan Koppen & Frank Buschmann
  - Jim Knopf und die Wilde

### Nuova star preferita (Italia)
- Michelangelo Vizzini
  - Antony
  - SickVladi
  - VirgiTsch
  - Yusuf Panseri

### Star di internet preferita (Italia)
- Cecilia Cantarano
  - DinsiemE
  - Ryan Prevedel
  - Simone Berlini
  - Swami Caputo

### Star comica (Italia)
- Daniele Davi
  - Martina Socrate
  - Paky
  - Scottecs
  - Tommaso Cassissa

### Influencer preferito (America Latina)
- Fede Vigevani
  - Yolo Adventuras
  - Elosisa Os
  - Mis Pastelitos
  - The Donato
  - Antrax

### Fandom preferito (America Latina)
- #Skuad – Skabeche
  - #Dreamers – Danna Paola
  - #CNCowners – CNCO
  - #Balovers – Bala
  - #LaTribu – Camilo
  - #Cachers – Calle y Poché

### Star preferita (Medio Oriente e Nord Africa)
- The Saudi Reporters
  - Azza Zarour
  - Bessan Ismail
  - Omar Farooq

### Star preferita (Polonia)
- Viki Gabor
  - Iga Świątek
  - Marcin Maciejczak
  - Sanah
  - Sylwia Lipka

### Influencer preferito (Polonia)
- Maria Jeleniewska
  - Antonina Flak
  - Charazinsky
  - Kacper Jasper Porebski
  - Kinga Sawczuk

### Star di internet preferita (Portogallo)
- Mafalda Creative
  - Madalena Aragão
  - Sea3PO
  - João Félix

### Star preferita (Romania)
- Irina Rimes
  - Mimi
  - Rengle
  - Selly
  - Smiley

### Svolta preferita dell'anno degli spettatori russi (Russia)
- Dabro
  - Detki
  - Kucher
  - Lidus

### Casata dei blogger preferita (Russia)
- BIP House
  - Dream Team House
  - Super House
  - XO Team

### Ship dell'anno preferita (Russia)
- Anja Pokrov e Artur Babič
  - Vaša Marusja i Oleg Likvidator
  - Eva Miller e Gary
  - Katja Aduškina e Sëma Kim

### Artista preferito (Spagna)
- Elashow
  - Flavio
  - Karina & Marina
  - María Parrado

### Influencer preferito (Spagna)
- El mundo de Indy
  - Daniela Youtuber
  - Fabio Mufañas
  - Joaquinrs

### Star preferita (Ungheria)
- Szomjas Jennifer
  - Bogi Dallos
  - Vanek Andor
  - Bona Bianka